# Javier di Gregorio
Javier Eduardo di Gregorio (Mendoza, 23 de janeiro de 1977) é um futebolista profissional chileno, atua como goleiro, medalhista olímpico de bronze.
Javier di Gregorio conquistou a a medalha de bronze em Sydney 2000.